# Morten Beck Guldsmed
 Der er flere personer med dette navn, se Morten Beck.
Morten Beck Guldsmed (født Andersen; 2. januar 1988) er en dansk fodboldspiller, der spiller for 2 division klubben Skive Ik

## Karriere

### AGF
Beck Andersen har som ung altid spillet for AGF. Han er en del af AGF's årgang 1988, der vandt DM i juniorliga, ligesom Michael Lumb, Frederik Krabbe, Michael Vester, Niels Kristensen, Jesper Blicher og Anders Syberg, som alle har haft debut på AGF's førstehold.
Morten er ikke den første fra familien Beck Andersen, som har spillet for AGF. Således var hans far Per Beck Andersen en del af AGF's guldhold i 1980'erne, hvor han var med til at sikre klubben et dansk mesterskab i 1986-sæsonen, ligesom hans storebror Martin Beck Andersen nåede at få 6 førsteholdskampe for AGF, inden han skiftede til islandske Knattspyrnufélagið Fram fra hovedstaden Reykjavík.
Morten er en fysisk stærk, aggressiv angriber, der er god at spille bolden op på og dygtig i hovedspillet. Efter hidtil at have spillet kampe på AGFs Danmarksseriehold, debuterede han som ungsenior på AGFs førstehold den 18. august 2007 i udebanekampen mod Brøndby IF i Superligaen, hvilket endte med en 0-1 sejr til AGF.
I november 2011 skrev Morten Beck under kontrakt, og ville dermed blive rykket op på førsteholdet. Den løb i første omgang et halvt år frem, da man ikke ville satse på en langtidskontrakt til den 19-årige angriber, hvis nu han ikke skulle leve op til forventningerne.
Efter det halve år var gået, tilbød AGF ham en ny kontrakt, men denne gang var det en fuldtidsprofessionel kontrakt. Denne gang varede kontrakten et år, selvom han dog kun havde spillet en enkel Superliga (den gang SAS Liga) kamp.
To gange på et halv år havde AGF fortalt Morten, at klubben ikke ønskede ham mere, og ikke ville satse på ham. Morten samt 3 andre spillere som havde fået samme besked trænede videre med klubben, men hvor senere 2 af dem skiftede væk. Morten blev stadig i AGF og fik en gang til at vide, at han var uønsket. Klubben meddelte derfor også, at sammenarbejdet ville slutte i juni 2009. Men selvom Morten ikke havde kontrakt med klubben, fik han lov til at træne med AGF indtil han fandt en ny klub.
Den daværende 21-årige Morten tog derfor til Belgien, for at prøve kræfter af hos belgiske klubber. Dog spillede han sig ikke til nogen kontrakt.
Morten skiftede i stedet til en 1. divisions-klub i Danmark.

### Skive IK
Den 31. juli 2009 skrev Morten under på en toårig kontrakt med Skive IK. Morten havde i en periode trænet med klubben og spillet træningskampe for klubben, og han havde imponeret så meget, at han blev hentet med den rolle, at han skulle erstatte Lasse Ankjær.
Den 20. marts 2013 forlængede Morten sin kontrakt med Skive indtil 2015. Dermed blev han også fuldtidsprofessionel.
I maj 2013 meddelte Skives topscorer Morten Beck Andersen, at han gerne ville væk fra klubben, da Mortens 18 sæsonscoringer ikke var nok til holde Skive i 1. divisionen. De rykkede derimod ned til 2. division. Han ville til en ambitiøs 1. divisionklub eller en Superliga klub.
Særligt i de to sidste sæsoner i Skive markerede angriberen sig som en målfarlig mand i 1. division.
Mortens ønske gik i opfyldelse, og han skiftede til en 1. divisionsklub, efter han havde spillet 103 ligakampe for klubben samt scoret 35 ligamål.

### Silkeborg IF
Den 20. juni 2013 blev det offentliggjort, at Silkeborg IF havde hentet Morten Beck Andersen i Skive IK, hvor han skrev under på en toårig kontrakt.

### Hobro IK
Efter to år i Silkeborg IF skiftede Morten Beck Andersen til Superligaklubben Hobro IK, hvor han skrev under på en etårig kontrakt. Han fik sin debut for Hobro IK i Superligaen for Hobro IK den 19. juli 2015, da han startede inde og spillede alle 90 minutter i et 3-0-nederlag til Odense Boldklub. Beck Andersen spillede i alt 13 kampe og scorede nul mål i sit halve år i klubben.
Efter et halvt år i klubben offentliggjorde Hobro IK den 1. februar 2016, at kontrakten var blevet ophævet et halvt år før udløb.

### Knattspyrnufélag Reykjavíkur
Den 5. februar 2016 skrev Morten Beck Andersen under på en etårig aftale med Knattspyrnufélag Reykjavíkur.

### FC Fredericia
Den 31. januar 2017 på transfervinduets sidste dag skiftede Morten Beck Andersen til FC Fredericia, hvor han skrev under på en halvårig kontrakt gældende for resten af 2016-17-sæsonen.

### Viborg FF
Efter blot et halvt år i FC Fredericia skiftede Beck den 13. juni 2017 til 1. divisionsklubben Viborg FF, hvor han skrev under på en toårig kontrakt.
Den 7. juni 2019 fik han sammen med tre andre spillere at vide, at deres kontrakter ikke ville blive forlænget.

### Fimleikafélag Hafnarfjarðar
Senere samme sommer skrev Morten Beck kontrakt med den islandske klub Fimleikafélag Hafnarfjarðar.